# Корчебоков, Лев Николаевич
Лев Николаевич Корчебоков (11 марта 1907, Царское Село, Российская империя — 16 сентября 1971, Рига, Латвийская ССР, СССР) — советский футболист, хоккеист и теннисист, футбольный тренер. Заслуженный мастер спорта СССР (1948).

## Биография
Родился в Царском Селе, вскоре семья переехала в Череповец. Из старинного дворянского рода - воспитывался в дворянских традициях, знал немецкий язык, обучался игре на виолончели, играл в лаун-теннис.

### Карьера игрока
Спортом начал заниматься в 1920 году. В 1921 году выступал за вторую детскую команду «Унион» в этом же году стал выступать за команду «Коммунальники», в 1923 году выступал за сборную команду коммунальников Москвы против Ленинграда по футболу. В 1925 году перешёл в общество «Динамо», где выступал за третью команду по футболу и шестую команду по хоккею.
В 1930 году в составе сборной Москвы по хоккею выезжал в Финляндию.
В 1932 году в составе сборной Москвы по теннису выезжал на встречу Москва — Ленинград.
За первую команду «Динамо» (Москва) по футболу начал выступать с 1930 года.
В 1934 году выступал за сборную Москвы по футболу на встрече четырёх городов. Участвовал в международной встрече против Турции.
В 1935 году провел три матча за сборную СССР по футболу в Турции.
В 1936 году выступал за сборную «Динамо»-«Спартак» по футболу во Франции, играл в матче против парижского «Расинга». В этом же году играл в Чехословакии в составе команды «Динамо». Выступал против команды басков в составе сборной «Динамо». Так о игре Корчебокова на международной арене отозвался журналист Борис Чесноков:

Лев Корчебоков — бек московского «Динамо» — является высококлассным игроком. Нападение турецких и чешских команд разбивалось об игру Корчебокова, опытные игроки парижского «Рэсинга» знали, что там, где «Кортшебокофф», гол забить трудно. 90 000 москвичей стали свидетелями блестящей игры Корчебокова в матче против замечательной команды басков. Корчебокову команда поручила закрыть форварда-«танка» Исидро Лангару. Это задание Корчебоков выполнил лучше всех других беков наших команд. Корчебоков — игрок советского стиля. В нем соединены расчет и темперамент, смелость и спортивная хитрость, быстрота и умение выбирать место. Корчебоков — классный теннисист и один из лучших хоккеистов СССР.

Играя за первые команды «Динамо» по футболу и хоккею, неоднократно выигрывали первенства Москвы, первенства СССР и Кубки СССР. Имел первый разряд по теннису.
Соперники высоко оценивали уровень мастерства Льва Корчебокова. Нападающий «Локомотива» Василий Сердюков говорил о нём:

В теле был мужичок, в «Динамо», пожалуй, только Якушин над ним возвышался. Потолкаться с ним выходило, как говорится, себе дороже, но чтобы какое-то хулиганство на поле учинил — боже упаси! Соображением брал, да и техникой владел подходяще. Обойдешь его, так именинником себя чувствуешь

Защитник ЦДКА Алексей Калинин отмечал тактическое виденье защитника:

Ближайшие подступы к воротам в те времена охраняли только два защитника. — От них значительно больше, чем сейчас, требовались такие качества, как искусный выбор позиции, умение угадать, откуда подует ветер атаки. Наиболее полно отвечали подобным требованиям в те далекие годы Лев Корчебоков, Павел Пчеликов, Александр Старостин. О любом из них говорили: встанет у ворот так, что ни инсайду, ни крайнему пройти негде

Выделяли Корчебокова и представители прессы. Журнал «Физкультура и спорт» писал о нём:

Корчебоков — игрок не без доли позерства, но надежнейший, «железный» бек, игрок, ведущий всю защиту, обладающий всеми качествами классного футболиста

### Тренерская карьера
В сентябре 1939 года был назначен старшим тренером «Динамо» (Москва), где проработал с июля по сентябрь и особых успехов не добился.
В 1940 году окончил тренерские курсы при ГЦОЛИФКе.
В 1941 году возглавил «Динамо» (Минск) в первый год выступления клуба в высшем дивизионе страны. Чемпионат прервала война, Корчебоков вместе с командой был направлен в Москву для службы в ОМСБОНе (Отдельной мотострелковой бригаде особого назначения). 7 ноября 1941 участвовал в параде войск на Красной площади. Сослуживец Корчебокова Леонид Гаряев вспоминал:

С какой-то неповторимой мужской нежностью Лев Николаевич пестовал нас, не то что необстрелянных, но и жизни нередко не нюхавших. В любую минуту готов был прийти на помощь, подбросить совет, показать, как лучше закреплять обмотки или завертывать портянки.

Второй его приход на должность тренера московского «Динамо», с мая по октябрь 1944 года, поначалу складывался неплохо, команда уверенно держалось в лидирующей группе чемпионата Москвы, но сначала поражение в Кубке страны и провал во втором круге чемпионата заставили его покинуть клуб.
Впоследствии работал в минском и киевском «Динамо». В минском «Динамо» Корчебокову приходилось не просто - в ту пору минский клуб не отличался хорошим составом, хромало и финансирование, что предопределило место команды внизу турнирной таблицы. И в 1950 году Лев Корчебоков оставил свой пост, что не спасло минское «Динамо» от прощания с лигой сильнейших. Несмотря на это игрок, той команды, Геннадий Абрамович, уважительно отзывался о своем тренере.

Наш тренер Лев Корчебоков, как мне кажется, никакие курсы не посещал. Он и без того был Специалистом с большой буквы. Его всякие семинары ничему научить не могли. Он, кстати, был игроком сборной СССР, а это говорит о многом. Но «бронзу» мы взяли уже при Бозененкове…

В 1956 работал консультантом в хоккейном клубе Динамо (Ульяновск).
В 50-х переведен в Ригу, где тренировал местное «Динамо», «Даугаву» и «Звейниекс».
Работая тренером по хоккею с женской командой «Динамо», выигрывал первенство Москвы, Кубок Москвы и Кубок СССР в 1945 году и Кубок СССР в 1947 году.
Сын Алексей также играл в футбол на профессиональном уровне, впоследствии стал моряком дальнего плавания.
Был дружен с известным иллюзионистом Эмилем Кио.
Скончался 16 сентября 1971 года в Риге.

## Достижения
- За высокие спортивные показатели 22 июля 1937 года награждён орденом «Знак Почета»[2][3], а 30 декабря 1948 года — орденом Трудового Красного Знамени
- В 1948 году присвоено звание Заслуженный мастер спорта.

### В футболе
- Чемпион Москвы 1930 (осень), 1931 (осень), 1934 (осень), 1935 (весна)[8]
- Чемпион СССР 1936 (весна), 1937
- Обладатель Кубка СССР 1937

### В хоккее с мячом
- Включён в список 22 лучших игроков сезона (хоккей с мячом) — 1936
- Чемпион Москвы 1930, 1931, 1933, 1934, 1935, 1936, 1937, 1938, 1939, 1940[8]
- Чемпион РСФСР 1932, 1934[8]
- Чемпион СССР 1936
- Обладатель Кубка СССР 1937, 1938, 1940[8]
- Обладатель Кубка Москвы 1940[8]